# LDLRAD2
LDLRAD2 (англ. Low density lipoprotein receptor class A domain containing 2) – білок, який кодується однойменним геном, розташованим у людей на 1-й хромосомі. Довжина поліпептидного ланцюга білка становить 272 амінокислот, а молекулярна маса — 28 581.
| 10         |  | 20         |  | 30         |  | 40         |  | 50         |
| ---------- |  | ---------- |  | ---------- |  | ---------- |  | ---------- |
| MEACCLLQLP |  | QRLLLLGAAA |  | LTATALETAD |  | LAELCGQTWQ |  | GDGLLLRSHA |
| ASRRFYFVAP |  | DTDCGLWVQA |  | AAPGDRIRFQ |  | FRFFLVYSLT |  | PAPPALNTSS |
| PAPADPCAPG |  | SYLQFYEGPP |  | GAPRPLGSPL |  | CGLNIPVPVA |  | SSGPFLGLRL |
| VTRGRQPRVD |  | FVGEVTSFRL |  | GPCGAYFRCQ |  | NGRCIPSSLV |  | CDPWGMDNCG |
| DGSDQGSWSP |  | ADCRGPSPVP |  | SQTGSTDAHT |  | SRSLTPSPAL |  | GSAGSLWIAA |
| ERSSPAGRDP |  | TRQDAALEGS |  | TE         |  |            |  |            |

A: Аланін

C: Цистеїн

D: Аспарагінова кислота

E: Глутамінова кислота

F: Фенілаланін

G: Гліцин

H: Гістидин

I: Ізолейцин

L: Лейцин

M: Метіонін

N: Аспарагін

P: Пролін

Q: Глутамін

R: Аргінін

S: Серин

T: Треонін

V: Валін

W: Триптофан

Кодований геном білок за функцією належить до рецепторів. 
Локалізований у мембрані.